# Laguna Glaciar
La Laguna Glaciar és un llac glacial que es troba prop de la localitat de Sorata, en el departament de la Paz (Bolívia). Es troba en el massís del Illampu-Ancohuma, a una altura de 5.038 msnm. Limita amb el front de la glacera, d'uns 30 metres d'altura. És el dècim sisè llac més alt del món, i el tercer de Bolívia. Té unes dimensions de 780 m de llarg per 360 m d'ample i una superfície de 0,2 km² o 20 hectàrees.
El llac i la glacera han disminuït en la seva superfície en els últims 50 anys per raó de l'escalfament global.